# Die Stunde der toten Augen
Die Stunde der toten Augen ist ein Antikriegsroman des ostdeutschen Schriftstellers Harry Thürk, der 1957 erschien und in der DDR zu einem großen Erfolg wurde. Nach einer Neuauflage im Jahr 1994 führte der Roman mehrere Wochen lang die Bestsellerlisten an. Nach eigenen Angaben verarbeitete der Autor, der gegen Ende des Kriegs selbst in der Fallschirm-Panzer-Division 1 Hermann Göring in Masuren gedient hatte, in seinem Werk autobiographische Erlebnisse zusammen mit fiktiven, erzählerischen Elementen. Leitbild und Thematik seines Romans sind die Spuren, die der Krieg in der Seele junger und gutgläubiger Menschen hinterlässt.

## Inhalt

### Klappentext
„Harry Thürk schrieb ein unerhört spannendes Buch. Bestechend wie kaum bei einem anderen literarischen Werk der Nachkriegszeit ist die Echtheit, mit der der Autor das Geschehen an der Front schildert. Die Gestalten dieses Romans sind der Wirklichkeit nachgezeichnet. Harry Thürk widmet das Buch seinen gefallenen Kameraden, die in dem Irrtum befangen waren, Helden zu sein, und deren Verwegenheit einer besseren Sache wert gewesen wäre.“
Sie beherrschten alles, was nötig war, um ein Unternehmen wie dieses auszuführen. Sie beherrschten nicht nur ihre eigenen Waffen, sondern auch die, mit denen der Gegner ausgerüstet war. Sie waren im Kraftfahren ausgebildet, in der Technik des Sprengens und im Minenlegen. Sie beherrschten ein halbes Dutzend verschiedene Methoden zu töten.

### Handlung
Die Erzählung spielt im Kriegswinter 1944/45 in dem fiktiven ostpreußischen Dorf Haselgarten in Masuren, das einer Fallschirmjägerkompanie als Stützpunkt für ihre Operationen dient. Das frontnahe Haselgarten war zuvor zeitweilig von der Roten Armee besetzt gewesen, konnte jedoch von der Wehrmacht wieder zurückerobert werden. Das Dorf ist bis auf die verwitwete Bäuerin Anna und ihren schwachsinnigen Knecht Jakob verlassen. Die Kompanie wird von Leutnant Alf, dem Neffen des Regimentskommandeurs Oberst Barden, geführt. Sie sind „Frontaufklärer“ und führen gefährliche Kommandoeinsätze hinter feindlichen Linien durch. Eine acht Mann starke Gruppe, geführt von Unteroffizier Klaus Timm, erhält den Auftrag, eine wichtige Nachschubbrücke zu sprengen. In dieser Gruppe befinden sich unter anderen Thomas Binding, Werner „Zado“ Zadorowski und der Sprengstoffexperte Naumann. Neben jungen Fallschirmjägern dienen in der Einheit auch alte Veteranen, die bereits in der Luftlandeschlacht um Kreta und während der alliierten Landung auf Sizilien gekämpft haben.
Bei Einbruch der Nacht setzt eine Junkers Ju-52 die Gruppe Timm aus 100 Metern Höhe über ihrem Einsatzgebiet in der Sowjetunion ab. Die Sprengung der Brücke und die Unterbrechung der Nachschubroute gelingt. Der Rückzug der Truppe erfolgt einzeln, entgegen der Vorschrift aber aus der Erfahrung der Leute und ihres Unteroffiziers. Wenn einzelne erwischt werden, ist es eben Pech; wenn eine ganze Truppe erwischt wird, ist es eine Katastrophe. Ein Teil der Abteilung läuft in eine Bereitstellung sowjetischer Sturmgeschütze hinein und wird im Feuerkampf vollkommen aufgerieben. Nur der Sprengstoffexperte Naumann kann schwer verletzt überleben und wird von Timm, Binding und „Zado“ gefunden, die ihn zusammen zum Aufnahmepunkt bringen können. Die Junkers-Maschine kann die Fallschirmjäger mithilfe von Magnesiumfackeln lokalisieren und sie zurück nach Haselgarten fliegen. Unterwegs dreht der schwerverletzte Naumann durch und wird von Timm zusammengeschlagen. Vom Verlust der vier Kameraden wird kaum Notiz genommen, immerhin wurde der Auftrag erfolgreich ausgeführt. Der Nachschub der Roten Armee stockt und die gefürchtete Winteroffensive verzögert sich offenbar.
Am nächsten Tag taucht ein Oberfeldwebel der Feldgendarmerie auf und erkundigt sich nach dem Gefechtsstand der 3. Kompanie. Dabei gerät er mit Binding aneinander, der nicht gewillt ist, sich von jedem „Fazken“ etwas sagen zu lassen. Der Feldwebel habe dort einen „Bachmann“ in Gewahrsam zu nehmen und vor ein Feldgericht zu führen. In der Spätphase des Krieges sind Feldgendarmen an der Front verhasst, da sie gnadenlos die Befehle Schörners ausführen und mit äußerst brutalen Maßnahmen versuchen, die sinkende Kampfmoral aufrechtzuerhalten. Der Feldwebel will nach der Erfüllung seines Auftrages Binding ebenso vorführen lassen wie diesen Bachmann. Daraufhin meldet sich Zado, der das Gespräch zwischen dem Feldwebel und Alf mitgehört hat, sofort freiwillig als Führer zur 3. Kompanie und schickt das Fahrzeug des nichts ahnenden Oberfeldwebels in ein Minenfeld, in dem dieser und sein Fahrer umkommen. Ein Kamerad mit einem Meldemotorrad leistet ihm dabei sehr hilfreiche Dienste.
Binding und „Zado“ freunden sich mit der einsamen Bäuerin Anna an und verabreden sich dort zu einem Abendessen mit Verpflegung, das sich die beiden Wehrmachtssoldaten von ihrem Furier beschafft haben. Beim Öffnen einer Rouladendose mit seinem Kappmesser und dem Austritt des blutigen Saftes bekommt Binding einen Schwächeanfall und muss sich übergeben. Es ist das gleiche Messer, mit dem er bereits Dutzende von Gegnern im Nahkampf töten musste, eine Technik, die ihnen von Unteroffizier Timm drillmäßig beigebracht wurde. Anna hat Mitleid mit ihm, da die Härte und Grausamkeit des Krieges einen jungen Menschen wie Binding für immer verändern wird.
Es entwickelt sich ein tieferes, intimes Verhältnis zwischen Binding und Anna. Der noch sehr junge Binding und die schon etwas reifere Anna verlieben sich offenbar ineinander und Binding hat wieder einen wirklichen Grund, seine Einsätze auch zu überleben.
Die Anspannung an der Front wächst. Im Oktober 1944 hatte die Rote Armee bereits einen Vorstoß gegen Gumbinnen und Goldap unternommen, bis dieser von der Wehrmacht im November wieder bereinigt werden konnte. Die Anzeichen einer großangelegten sowjetischen Winteroffensive mehren sich. Die Frontaufklärer erhalten den Auftrag, den Aufmarsch im Hinterland zu stören. Der Einsatz, für den drei Gruppen vorgesehen sind, wird von einem Major minuziös vorgeplant und an einem Sandkastenmodell nachempfunden. Dazu erhalten sie Winterausrüstungsgegenstände und Schneetarnhemden. Die 1. Gruppe soll an einer Verbindungsstraße Posten beziehen und ein Stabsfahrzeug abfangen und den hochrangigen Stabsoffizier gefangen nehmen. Gruppe 2, fünf Mann stark, hat eine Bahnstation einzunehmen und den Zusammenstoß zweier Güterzüge herbeizuführen. Die 3. Gruppe, zu der Binding und „Zado“ eingeteilt werden, soll in einem Waldgebiet versteckte Munitionsbunker der Artillerie aufspüren und mit Minen vernichten. Ziel ist es, den Zeitplan für die sowjetische Großoffensive durcheinanderzubringen und die Vorbereitungsphase empfindlich zu stören. Naumann, der mittlerweile wieder genesen ist, hat Todesangst vor dem bevorstehenden Himmelfahrtskommando und erschießt sich. Alle drei Gruppen werden in einem einsamen Waldgebiet abgesetzt und bewegen sich zu ihrem Zielort. Die Gruppe Timm findet die sowjetischen Munitionsbunker und hat ihren Auftrag somit erledigt. Auf dem Rückweg zum Sammelplatz trifft Binding auf Timm, der mit den mitgeführten Minen allerdings noch etwas vorhat. Er provoziert Binding mit den Worten: „Heute keine Leichen gemacht?“ Sie sprengen mit ihren Minen einen sowjetischen Nachschub-LKW auf einem untergeordneten Waldweg. Dabei werden zwei Soldaten sofort getötet und eine russische Soldatin tödlich verwundet. Ungerührt sieht ihr Unteroffizier Timm beim Sterben zu, während er Binding mehr oder weniger zwingt, die Soldatin zu erschießen. Binding erlebt dabei ein schweres Trauma. Wieder einmal sind Timm, Binding und „Zado“ einige der wenigen Überlebenden. Von den anderen beiden Gruppen hat es niemand geschafft.
Zurück im Dorf Haselgarten enthüllt sich die Geschichte der Bäuerin Anna, nachdem Binding unverhofft bei ihr auftaucht und sie mit dem „schwachsinnigen Knecht“ wie mit einem normalen Menschen spricht. Binding will alles wissen. Nach einem heftigen Zweikampf zwischen Jakob und Binding, den Binding gewinnt, bricht er danach in einer Art Fieber zusammen.
Annas Geschichte ist traurig. Vor dem Krieg arbeitete sie in einer jüdischen Zahnarztpraxis in Gumbinnen, bis ihr Chef Opfer eines Pogroms wurde. Sie wurde wegen Rassenschande aus der Kleinstadt vertrieben und mit einem „Erbhofbauern“ eines nahe gelegenen Dorfes regelrecht zwangsverheiratet. Nach einer Fehlgeburt wurde Anna von ihrem enttäuschten Ehemann, der sich um seinen Hoferben betrogen fühlte, misshandelt und gedemütigt. Ihr Martyrium endete erst, als ihr Mann für den Kriegsdienst eingezogen wurde. Wenig später erhielt sie die Nachricht, dass er bei Paris gefallen sei. In Wahrheit war er betrunken und wurde Opfer eines Verkehrsunfalls. Anna lebte von nun an als Kriegswitwe auf ihrem Hof und erlebte die Einnahme des Ortes durch die Russen. Ein sowjetischer Offizier, ebenfalls Jude, wurde bei den Kämpfen verletzt und von ihr versorgt. Als die Deutschen wieder einrückten, wurde er zunächst versteckt und gab sich dann schließlich zur Tarnung als ihr schwachsinniger Knecht Jakob aus.
Binding weiß, dass er die neue Erkenntnis für sich behalten muss, weil er nicht nur das Leben Jakobs (Warasins), sondern auch das Leben seiner Anna aufs Spiel setzen würde. Er erholt sich von seinem Fieber und er und Warasin sind zu normalen Gesprächen in der Lage.
Binding bekommt die Nahkampfspange in Bronze verliehen. Der Fallschirmjägerkompanie werden für eine größere Operation „Wlassow-Soldaten“ unterstellt. Unteroffizier Timm bereitet seinen neuen Zug mit unbarmherziger Härte auf die körperlich stark fordernden Aufgaben des neuen Auftrags vor. In einem vereisten Flusstal lässt er sie Bewegen in kleinster Gangart, Tragen von Verwundeten und stundenlanges Ausharren in getarnten Stellungen im verschneiten Gelände üben, bis sie an den Rand des Zusammenbruchs kommen. In der Zwischenzeit gelingt es der Roten Armee, das Dorf Haselgarten dauerhaft in Besitz zu nehmen.
Leutnant Alf und Oberst Barden befinden sich im Fronturlaub, wohl wissend über die Brisanz der derzeitigen Lage an der Hauptkampflinie. Während sich ihre Männer auf das Sterben im Kampfeinsatz vorbereiten, fliegen die beiden Offiziere nach Berlin und von dort aus mit dem Zug weiter nach St. Georgen im Schwarzwald, um dort einen erholsamen Skiurlaub zu verbringen. Leutnant Alf lernt in einer Bar eine Blondine kennen und betrinkt sich mit ihr. Sie nimmt ihn mit auf ihr Zimmer, doch aufgrund des starken Alkoholkonsums kommt es nicht zum Geschlechtsverkehr. Stattdessen erzählt Alf der Frau brutale Frontgeschichten aus dem Soldatenalltag der Fallschirmjäger, die er selbst nie erlebt hat.
Davon unberührt läuft ein weiterer Einsatz der Fallschirmjägerkompanie an. Sie tarnen sich mit den Uniformen des Gegners, und mithilfe der „Wlassow-Soldaten“ bringen sie sowjetische Fahrzeuge auf. Erst als sich eine feindliche Panzerkolonne nähert, fliegt ihr Plan auf und sie werden enttarnt. In dem Feuergefecht kommen alle außer Binding um. Dieser entkommt, bricht auf einem zugefrorenen See im Eis ein und kämpft sich halberfroren nach einer abenteuerlichen Flucht zu Annas Hof zurück. Anna und Warasin kümmern sich beide um Binding – Warasin aus Dankbarkeit, weil der Gefreite ihn damals nicht an die Wehrmacht verraten hat. Die beiden bitten ihn, sich der Roten Armee zu ergeben, was Binding jedoch ablehnt. Erst als Binding den Hof verlassen will, stellt er fest, dass Timm und „Zado“ wie durch ein Wunder das Fiasko des letzten Einsatzes überlebt haben. Der schwerverletzte Timm tötet Warasin und Anna mit einer Panzerfaust, wobei er auch stirbt, jedoch war er sich ohnehin sicher, seine Verwundung nicht überleben zu können. Binding und „Zado“ versuchen gemeinsam über die Front zu fliehen. Nach einer gewissen Zeit erreichen die beiden erschöpften und verwahrlosten Männer die Hauptkampflinie, an der mittlerweile schwere Gefechte entbrannt sind. Auf dem Weg zurück zu den deutschen Linien stranden sie im Niemandsland und geraten in einen deutschen Gegenangriff. Am Ende kommen sie, bereits beide verletzt, wegen ihrer sowjetischen Uniformen bei einem Flammenwerfereinsatz der eigenen Truppe um.

## Figuren
- Thomas Binding. Einer der jungen Protagonisten des Romans. Bibliothekar im Zivilberuf und mit 17 Jahren von der Wehrmacht gemustert. Obwohl seine Heimatstadt ausgebombt wird und dabei sowohl seine Familie als auch seine Verlobte ums Leben kommen, hält Binding dem Nationalsozialismus die Treue.[1] Binding ist empfindsam[6] und die Nahkampferlebnisse mit dem seelenlosen Töten nehmen ihn stark mit.
- Werner „Zado“ Zadorowski. Messerwerfer aus Düsseldorf. Hatte sich auf einer seiner Tourneen mit einem NSDAP-Parteifunktionär überworfen, was seine Karriere jäh beendete. Er meldet sich freiwillig zum Militär und wird zusammen mit Binding von Unteroffizier Timm bei den Fallschirmjägern ausgebildet. „Zado“ stellt mit seiner fürsorglichen Art und seinem weitsichtigen Handeln eine Art Vaterfigur für Binding dar.[1] Privat gilt er als verbittert. Aufgrund seiner Erfahrungen als Artist hält er alle Frauen für Huren.[6] Doch sein sprichwörtlicher Sarkasmus[1] ist seine ganz eigene Art, mit dem Schrecken des Krieges umzugehen.
- Unteroffizier Klaus Timm. Timm ist 32 Jahre alt und stammt aus Hanau. SA-Kämpfer, Truppführer beim Reichsarbeitsdienst und unbelehrbar führertreu. Träger des Eisernen Kreuzes und Ausbilder bei den Fallschirmjägern. Timm verkörpert die „Tötungsmaschine“[1] eines nationalsozialistischen Soldaten. Es geht ihm bei seinen Soldaten allein um die Effektivität bei der Erledigung des Auftrages.
- Anna. Sie wird früh Waise und verliert nach einem Pogrom ihre letzte Bezugsperson. Die Ostpreußin Anna spielt in der Geschichte die leidgeprüfte Rolle eines unschuldigen zivilen Opfers[1] des Nationalsozialismus.
- Knecht Jakob alias Leutnant Georgi Warasin. Deutschsprachiger Offizier der Roten Armee aus Moskau. Warasin ist Kommunist aus Überzeugung und stellt in einem Streitgespräch mit Binding, nachdem seine Tarnung auffliegt, klare gesellschaftspolitische Ansichten[1] dar, die dem jungen Deutschen komplett fehlen.

## Sprachstil
„Ich kann bald keine Toten mehr sehen und keine Sterbenden. Ich sehe sie in jeder Nacht. Wenn ich bei einer dieser dickbeinigen Dorfhuren liege, sehe ich die Leichen, und dann kichert das Mädchen und knabbert von meiner Schokolade, weil sie weiß, dass ich eine Stunde nichts sagen und nichts tun werde. Es ist der Ekel. Aber es ist nicht der Ekel allein. Es ist viel schlimmer. Man darf nicht so oft daran denken. Man hat keine Wahl mehr. Aus einem fahrenden Zug kann man nicht springen.“

In 15 Kapiteln wird aus der Perspektive des auktorialen Erzählers die Geschichte einer kleinen Fallschirmjägereinheit erzählt. Erzählzeit ist das Präteritum. Kennzeichnend für Thürks Erzählstil ist ein „schonungsloser Realismus“. Besondere Ausprägung findet dies im Zitat des Unteroffiziers Timm: „Wo ich bin, wird gestorben.“ In für den damaligen Geschmack bereits übertrieben expliziter Sprache werden „zerfetzte Schädel und Unterleiber“ beschrieben.

## Rezeption
In den Jahren 1958 bis 1960 wurde Die Stunde der toten Augen in der DDR konfisziert und aus den Bibliotheken entfernt, da der Roman nach Meinung des Staatsministeriums ideologisch problematisch war. Anstoß erregte die Figur Warasin, die Unterschlupf bei der „Nazi“-Deutschen Anna fand, und die Widmung des Verfassers an seine ehemaligen Kameraden, was als pro-nazistisch ausgelegt wurde. Die Beschlagnahmung war ein Teil seines Erfolges, da sich das Werk zu einem beliebten Titel der Untergrundliteratur entwickelte. Dies änderte sich erst, als das Buch Pflichtlektüre bei der tschechoslowakischen Armee wurde.
Eine geplante Verfilmung des Stoffes im Jahr 1959 unter dem Titel Haus im Feuer wurde von sowjetischen Militärbehörden untersagt, da die Figur des Leutnants Warasin zu problematisch sei.
Bei der Schilderung der Ereignisse nutzte der Verfasser allerdings seine schriftstellerische Freiheit, denn in Wirklichkeit hatte es bei Fallschirmjägerdivisionen keine „Frontaufklärungskompanien“ gegeben.
Kritisiert wird weiterhin die Entlastungsstrategie einer Opfererzählung Thürks. „Die effektiv kämpfenden Frontschweine stehen gegen korrekt-bedrohlichen [sic] Drückeberger von der Feldgendarmerie und gegen vorsichtige Etappenoffiziere“.
Ein Aufsatz von Franz Hammer in der Beilage „Kunst und Kultur“ der Zeitung Neues Deutschland im Jahr 1958, wonach Thürk „ein Naturalist und dem Objektivismus verfallen“ sei, löste eine Polemik über die aktuelle Kriegsliteratur aus, doch hauptsächlich warf man ihm vor, „er hätte für die andere Seite, die Mörderelite, Partei ergriffen“.

## Textausgaben
- Harry Thürk: Die Stunde der toten Augen. 10. Auflage. Mitteldeutscher Verlag, Halle (Saale) 2012, ISBN 978-3-89812-384-6. (Erstausgabe 1957)